# Tunnelplaats
De Tunnelplaats is een plein in de Belgische stad Antwerpen.

## Locatie
De tunnelplaats is gelegen tussen de Ankerrui / Zwedenstraat, de Italiëlei en de N49a (Waaslandtunnel).

## Historiek
Het plein, eertijds Rijnplaats, ontstond nadat er omstreeks 1840 een bres in de vesten werd geslagen met als doel de aanleg van de Rijnspoorweg naar de Antwerpse dokken. Op de locatie werd de Rijnpoort gebouwd, die in 1869 werd gesloopt, waarna het plein werd verlengd tot de Ankerrui. In de periode 1930-'33 werd het plein opnieuw vergroot naar aanleiding van de aanleg van de Waaslandtunnel. 
In het najaar van 2017 werd gestart met de heraanleg van het plein, evenals van de Ankerrui en de Italiëlei, in het kader van het project Noorderlijn.

## Gebouwen
- Brouwerskelder, een waterreservoir uit de 16e eeuw dat het Waterhuis en 16 brouwerijen voorzag van drinkbaar water.[3]
- Noorse Zeemanskerk (Norsk Sjømandskirke), een missievestiging van de Noorse staatskerk (Evangelisch-Luthers) opgericht in 1869-'70 in neogotische stijl naar een ontwerp van architect Charles Dens.[4]
- Handels- en kantoorgebouw EGEMA in zakelijke art-decostijl naar een ontwerp van architect Apollon Lagache.[5]